# Virserums landskommun
Virserums landskommun var en tidigare kommun i Kalmar län.

## Administrativ historik
Den 1 januari 1863 började kommunalförordningarna gälla och då inrättades i Virserums socken i Aspelands härad i Småland  denna kommun. Inom denna inrättades Virserums municipalsamhälle 9 februari 1917.
Vid kommunreformen 1952 bildade Virseum storkommun genom sammanläggning med den tidigare kommunen Järeda och fyra år senare gjordes den omorganisationen att municipalsamhället upplöstes och hela kommunen omvandlades till Virserums köping, vilken sedan 1971 uppgick i Hultsfreds kommun.
Samtidigt som landskommunen ombildades till Virserums köping den 1 januari 1956 överfördes från landskommunen och Järeda församling till Alseda landskommun och Ökna församling i Jönköpings län ett område med 159 invånare och omfattande en areal av 0,98 km², varav 0,92 km² land.

### Kyrklig tillhörighet
I kyrkligt hänseende tillhörde landskommunen Virserums församling. Från den 1 januari 1952 tillhörde landskommunen också Järeda församling.

## Geografi
Virserums landskommun omfattade den 1 januari 1952 en areal av 246,73 km², varav 232,02 km² land.

## Politik

### Mandatfördelning i valen 1938-1954
| 11 | 5 | 4 | 5 |

| 23 |

| 10 | 5 | 4 | 6 |

| 24 |

| 11 | 5 | 4 | 5 |

| 23 |

| 18 | 8 | 6 | 8 |

| 37 |

| 17 | 6 | 7 | 10 |

| 37 |